# The Walk (The Cure)
The Walk är en låt med den brittiska gruppen The Cure som släpptes som singel i juli 1983. Låten blev gruppens första Topp 20-hit på UK Singles Chart med som bäst en 12:e plats på listan.

## Mini album
I vissa länder släpptes även ett mini-album med titeln The Walk, utgivet 1983, innehållande låtarna från singeln och från den föregående singeln Let's Go to Bed. Albumet producerades av Steve Nye och Chris Parry.

## Låtlista
7" singel
1. The Walk
2. The Dream

12" EP
1. The Upstairs Room
2. The Dream
3. The Walk
4. La Ment

Mini-album
1. The Upstairs Room (Smith/Tolhurst)
2. Just One Kiss (Smith/Tolhurst)
3. The Dream (Smith)
4. The Walk (Smith/Tolhurst)
5. La Ment (Smith)
6. Let's Go to Bed (Smith/Tolhurst)